# Friedel Lutz
Alfred "Friedel" Lutz (Bad Vilbel, 21 de janeiro de 1939 – 7 de fevereiro de 2023) foi um futebolista e treinador alemão que atuou como defensor.

## Carreira
Lutz jogou em quinze temporadas pelo Eintracht Frankfurt, com o qual conquistou o campeonato nacional em 1959 e alcançou a final da Taça dos Clubes Campeões Europeus em 1960. Fez parte do elenco da Seleção Alemã de Futebol, na Copa do Mundo de 1966.

## Morte
Lutz morreu em 7 de fevereiro de 2023, aos 84 anos.

## Títulos
- Copa do Mundo de 1966 - 2.º lugar